# Marie-Anne de Davier
Marie-Anne de Davier est une abbesse de l’abbaye Saint-Jean-Baptiste de Saint-Jean-Saverne, née vers le milieu du XVIIe siècle et décédée le 7 juin 1724. Elle joue un rôle essentiel dans le redressement de l’abbaye après les saccages liés aux conflits du XVIIe siècle, à la fois sur le plan financier, en s’assurant du repeuplement et de la réindustrialisation du territoire de celle-ci, et sur le plan religieux, en accroissant le nombre de religieuses et en soutenant les pèlerinages de la région. Signe de son importance, elle se voit à sa mort attribuer le titre de seconde fondatrice de l’abbaye.

## Biographie
La date et le lieu de naissance de Marie-Anne Davier demeurent incertains. Son père était d’origine danoise, ce qui a amené Lagrange à l’indiquer également comme née en ce pays, bien que les textes contemporains de l’abbesse situent plutôt son lieu de naissance dans le duché de Saxe, d’où venait d’ailleurs également sa mère, Maria Catharina Stenglin von Necken.
C’est probablement en suivant son père, entré au service du duché de Wurtemberg en tant que capitaine de cavalerie, qu’elle arrive dans la région d’Ulm, où elle rejoint le couvent d’Urspring (de), près de Schelklingen. Elle y devient rapidement prieure, puis, du fait que le couvent d’Urspring dépend de l’abbaye de Saint-Georges-en-Forêt-Noire (de), tout comme l’abbaye Saint-Jean-Baptiste de Saint-Jean-Saverne, elle parvient à être élue abbesse de cette dernière en 1668, les religieuses et les habitants du territoire de l’abbaye lui prêtant serment le 27 novembre. 
Les premiers temps de son abbatiat sont toutefois difficiles : déjà fortement affaiblie par les ravages de la guerre de Trente Ans, l’abbaye est une nouvelle fois dévastée pendant la guerre de Hollande. La paix de Nimègue permet de ramener le calme, mais, l’Alsace ayant été annexée par le royaume de France, les liens avec l’abbaye de Saint-Georges sont rompus et elle doit prêter serment de fidélité au roi de France en 1681.
La paix revenue, Marie-Anne de Davier lance dans une ambitieuse politique de développement économique : par des concessions de droits et des autorisations de construction, elle permet le repeuplement rapide de la région et la reconstruction d’un tissu dense d’exploitations agricoles. Ses efforts se concentrent en particulier sur le moulin du Zornhoffen qui, après avoir été reconstruit en 1686 est progressivement développé jusqu’à devenir un véritable village en 1698. Outre l’agriculture, Marie-Anne de Davier se préoccupe également de l’activité industrielle, en faisant par exemple reconstruire la tuilerie du Martelberg après des négociations avec la corporations des tuiliers. L’abbesse est également très active sur le plan religieux, réussissant non seulement à repeupler le couvent, que les guerres avaient vidé de ses religieuses, mais soutenant également de nombreuses initiatives en dehors de celui-ci : agrandissement de l’église de Monswiller et développement de son pèlerinage ou encore soutien à la chapelle et à la confrérie du Mont-Saint-Michel.
Ces succès ne sont pas sans attirer les convoitises, certains de ses voisins cherchant à s’approprier des terres du couvent en portant devant les tribunaux des contestations sur les limites des propriétés de celui-ci. Ses principaux adversaires sont les évêques de Strasbourg, avec lesquels elle enchaîne les procès pendant près de vingt ans, en parvenant à obtenir à chaque fois gain de cause. Pour mettre fin au conflit, elle finit par négocier un accord avec Gaston de Rohan, échangeant le village de Zornhoffen contre celui d’Eckartswiller.
Dès sa mort, le 7 juin 1724, l’importance de sa contribution au couvent est reconnue, au point qu’elle se voit attribuer le titre de seconde fondatrice de l’abbaye.